# Maid in Akihabara
Maid in Akihabara (めいどinあきはばら, Meido in Akihabara) er en japansk tv-serie i 6 afsnit skabt i 2005 og offentliggjort dels på hjemmesiden netcinema.tv Arkiveret 28. marts 2008 hos  Wayback Machine og dels på dvd 24. februar 2006.
Serien er ikke udsendt på dansk.

## Plot
Eks-barpigen Saki er på flugt fra en gruppe yakuza (Japans svar på Mafiaen) og ender i Akihabara, Tokyo, centret for otakuer. Her får hun job i maid caféen Meido no miyage (Maid's gift), og efter nogle startvanskeligheder bliver hun snart populær blandt den lille cafes stamkunder. Men hendes forfølgere, en lille udbrydergruppe med store ambitioner, kommer på sporet af hende, og snart kæmper yakuzaer og otakuer mod hinanden med alle midler.

## Medvirkende
- MAKO (Mako Sakurai) – Saki Shinohara, hovedpersonen der ikke længere vil være i kløerne på yakuza. Hun kommer hovedkulds ind i den for hende fremmede verden af otaku, som hun efter nogle startvanskeligheder lærer at sætte pris på. En pris der bliver stor, da hun både viser sig i økonomisk knibe og forfulgt af yakuza.
- Risa Odagiri – Miyabi, den anden tjenestepige og cafeens primadonna, der ikke giver meget for nybegynderen Saki. Stræber efter at blive et idol men spørgsmålet er, om talentspejderne har opdaget det.
- Mariko Fujita – Himeko, den tredje tjenestepige der arbejder der for cosplayets skyld. Tilsyneladende en altid sød og smilende pige men også den type der lytter med – skjult i tøjstativet!

- Takeshi Yoshikoa – Maeno
- Nakakura Kentaro – Hajime, en af stamkunderne der forklarer Saki, hvad otaku ønsker og ikke ønsker.
- Yuuichi Koshimura – Kado Shirogawa

## Afsnit
| # | Titel |
| --- | --- |
| 1 | "What kind of special service?" "Sorette tokushuna saabisu?" (それって特殊なサービス?)                        |
| På flugt fra yakuza ender Saki med et job i en tjenestepigecafe. Men hvad er det for sære mennesker, hun er havnet iblandt?                                                                                      | |
| 2 | "What's this 'moe' thing all about?" "Muettee tai ranrano?" (萌えってー体なんなの?)                           |
| Saki har endnu ikke helt fundet sig til rette. Hun forsøger at bruge sine barpigeerfaringer men med skræmmende effekt. Hajime forklarer hende, hvordan det rettelig foregår på en tjenestepigecafe.              | |
| 3 | "Let's Have a Competition for Number One Maid!" "Zenkoku NO, 1 meido ketteisan da~" (全国NO,1メイド決定戦だ~) |
| Stamkunderne diskuterer hvem, der er nr. 1 tjenestepige, og iværksætter en en bogstavelig talt verdensomspændende konkurrence. Men Saki får andet at tænke på, da en gammel fjende dukker op.                    | |
| 4 | "We Shall Be Free! Oh!" "Jiyuu o warera ni! O~!" (自由を我らに!オ~!)                                          |
| Husværten vil smide cafeen på gaden. Otakuerne protesterer, men det viser sig, at han er presset af yakuza. Kan otakuerne stå op imod dem? De vil i hvert fald gøre forsøget.                                    | |
| 5 | "Operation: Yakuza Ambush" "Yakuza jougeki sakusen!" (ヤクザ邀撃作戦!)                                        |
| Otakuerne gør hvad de kan for at blackmaile yakuzaerne med det resultat, at disse smadrer cafeen. Saki er for alvor på spanden.                                                                                  | |
| 6 | "Holy War" "Seisen" (聖戦)                                                                                    |
| Yakuza vil tage det endelige opgør med Saki men bliver afbrudt af Riza og otakuerne. Og Saki selv udfordrer Yakuza-lederen på tjenestepigemåden. Kan det vinde krigen? Og har selv en hård yakuza bløde punkter? | |